# Hermann de Dorpat
Hermann de Dorpat, cunoscut și ca Hermann I (în germană Hermann von Buxhövden) (n. 1163, Bexhövede - d. 1248) a fost primul prinț-episcop al episcopatului de Dorpat (1224 – 1248) în interiorul confederației livoniene.

## Viața
Hermann s-a născut la Bexhövede (acum o parte din Loxstedt, Saxonia Inferioară), în Ducatul Saxoniei, și a fost, de asemenea, cunoscut sub numele de Hermann din Buxhoeveden. Inițial, acesta a fost starețul Mănăstirii Sf. Pavel din Bremen. A fost fratele episcopului Albert de Riga, care și-a folosit influența împotriva regelui Valdemar al II-lea al Danemarcei să plaseze Ordinul Livonian în Estonia. Din 10 aprilie 1220 până în 21 iulie 1224, Hermann a fost episcop de Leal (Lihula), după care a preluat Episcopatul de Dorpat.
Hermann a fondat catedrala din Tartu (Dorpat) și a condus armata catolică cruciată în Bătălia de la Lacul Peipsi din 1242, care a fost înfrânt de armata rusă ortodoxă condusă de Alexandru Nevski din Novgorod.